# 星宿菜
星宿菜（学名：Lysimachia fortunei）为报春花科珍珠菜属下的一个种。种名 fortunei 以英国植物学家Robert fortune（1813-1880）的名字命名。